# Scytodes brignolii
Scytodes brignolii is een spinnensoort in de taxonomische indeling van de lijmspuiters (Scytodidae). De wetenschappelijke naam van de soort werd voor het eerst geldig gepubliceerd in 2009 door Rheims & Antonio D. Brescovit.

## Habitat en leefwijze
De soort komt voor in Brazilië. Net zoals alle leden van het geslacht bezit deze spin zes ogen en lange dunne zwartgeringde poten. Het lichaam heeft een typerend groot rond kopborststuk. De spinklieren produceren geen draden om een web mee te construeren maar een kleverige zijdeachtige vloeistof. Hiermee wordt door het dier gericht gespoten waardoor de prooi gevangen wordt. De gifklieren staan in verbinding met de zijdeklieren in het kopborststuk. Hierdoor kan een mengsel van de kleverige vloeistof met gif geproduceerd worden.
Hoewel de spin lange poten heeft is de jachtwijze langzaam. Gedurende de nacht wordt de prooi beslopen en de afstand ingeschat met de lange voorpoot. Hierna worden twee zijdeachtige gifdraden in een zigzagbeweging over de prooi gespoten waardoor deze direct verlamd wordt en daarna wordt opgegeten. De vrouwtjesspin maakt geen nest, maar draagt haar eieren bij zich onder haar buik in een cocon.